# Shanghai Open 1998 - Qualificazioni doppio
Le qualificazioni del doppio  dello  Shanghai Open 1998 sono state un torneo di tennis preliminare per accedere alla fase finale della manifestazione. I vincitori dell'ultimo turno sono entrati di diritto nel tabellone principale. In caso di ritiro di uno o più giocatori aventi diritto a questi sono subentrati i lucky loser, ossia i giocatori che hanno perso nell'ultimo turno ma che avevano una classifica più alta rispetto agli altri partecipanti che avevano comunque perso nel turno finale.
Le qualificazioni del doppio del torneo Shanghai Open 1998 prevedevano 4 coppie partecipanti di cui una è entrata nel tabellone principale.

## Teste di serie
1. Oscar Burrieza-Lopez /  Ramón Delgado (ultimo turno)

1. Steve Campbell /  Andrei Pavel (primo turno)

## Qualificati
1. Kirill Ivanov-Smolensky  /   Lionel Roux

## Tabellone

### Legenda
| - Q = Qualificato - WC = Wild card - LL = Lucky loser | - ALT = Alternate - SE = Special Exempt - PR = Protected Ranking | - w/o = Walkover - r = Ritirato - d = Squalificato |

|  | Primo turno | Primo turno                         | Primo turno                        | Primo turno | Primo turno |  |  | Ultimo turno | Ultimo turno                        | Ultimo turno                        | Ultimo turno | Ultimo turno |  |
|  |             |                                     |                                    |             |             |  |  |              |                                     |                                     |              |              |  |
|  | 1           | Oscar Burrieza-Lopez Ramón Delgado  | Oscar Burrieza-Lopez Ramón Delgado | 6           | 7           |  |  |              |                                     |                                     |              |              |  |
|  |             | Yu Zhang Zhu Ben-qiang              | Yu Zhang Zhu Ben-qiang             | 3           | 5           |  |  | 1            | Oscar Burrieza-Lopez Ramón Delgado  | Oscar Burrieza-Lopez Ramón Delgado  | 6            | 6            |  |
|  |             | Kirill Ivanov-Smolensky Lionel Roux | 7                                  | 5           | 7           |  |  |              | Kirill Ivanov-Smolensky Lionel Roux | Kirill Ivanov-Smolensky Lionel Roux | 7            | 7            |  |
|  | 2           | Steve Campbell Andrei Pavel         | 6                                  | 7           | 6           |  |  |              |                                     |                                     |              |              |  |